# Chlaenobolus pycnostachyum
Chlaenobolus pycnostachyum là một loài thực vật có hoa trong họ Cúc. Loài này được (Michx.) Cass. mô tả khoa học đầu tiên năm 1827.